# Zgrada Barok u Tuzli
Zgrada Barok je građevina u Tuzli.

## Povijest
Izgrađena je oko 1900. godine. Razlog izgradnje bila je najavljena posjeta austro-ugarskog prijestolonasljednika Franje Ferdinanda Bosni i Hercegovini. Tuzla je bila među planiranim mjestima posjete. Stoga su gradska vlast i trgovci su odlučili sazgraditi reprezentativnu lijepu zgradu prema austrijskom projektu. Odredili su da to bude na ondašnjem Appel Platz-u, današnjem Trgu slobode, na kojem su bile brojne trgovačke radnje. Zgrada je izgrađena a namjena je bila da to bude prvenstveno mjesto gdje bi trebao boraviti Franjo Ferdinand sa svojom suprugom Sofijom Chotek kad bude posjetio Tuzlu. Nije se dogodila planirana posjeta i ne zna se zašto. Prijestolonasljednik zbog terorističkog napada u Sarajevu nikad nije posjetio Soli ni vidio što su mu građani izgradili u čast. Osamdesetak godina zgrada je trpila sve vremenske utjecaje i slijeganje tla. Zbog tih čimbenika i višegodišnjeg neodržavanja zgrada je propadala te je postala pravo ruglo. Na mjestu propala krova niklo je drvo. Vlasti su odlučile srušiti zgradu, što je izazvalo dugotrajno negodovanje građana i kritiku javnosti i struke. Srušena je 1983. godine. 25 godina od rušenja vlasti su odlučile na istom mjestu izgraditi novu zgradu prema starom nacrtu. 2009. godine vjerna replika stare zgrade bila je gotova. Uz zgradu je obnovljen i sadašnji Trg Slobode, mjesto sastajanja mnogih građana uz popularnu poštapalicu „kod velike fontane“.

## Opis
Radi dekoriranja fasade, iz središta Monarhije donesena je gipsana ornamentika. Zgrada je sagrađena u baroknom stilu. Po tom stilu su je građani prozvali i ime je ostalo - Barok. Zgrada je bila prva ovakve vrste u gradu i širem susjedstvu. Bila je u etažnom vlasništvu. Izgrađena je obrtno-trgovački centar, preteča današnjih trgovačkih centara. Zbog povoljna prometnog položaja, bogatom trgovačkom, obrtničkom i uslužnom ponudom, isplatio se kao ulaganje, jer je bio na korist ulagača, vlasnika, potrošača i kupaca.

## Unutarnje poveznice
- Zgrada Barok, fotografija na bs.wikipedia